# Soinakträsket
Soinakträsket är en sjö i Jokkmokks kommun i Lappland och ingår i Luleälvens huvudavrinningsområde. Sjön har en area på 0,0719 kvadratkilometer och ligger 166,1 meter över havet.

## Delavrinningsområde
Soinakträsket ingår i det delavrinningsområde (737320-171190) som SMHI kallar för Utloppet av Soinakträsket. Medelhöjden är 196 meter över havet och ytan är 2 kvadratkilometer. Det finns inga avrinningsområden uppströms utan avrinningsområdet är högsta punkten. Vattendraget som avvattnar avrinningsområdet har biflödesordning 3, vilket innebär att vattnet flödar genom totalt 3 vattendrag innan det når havet efter 137 kilometer. Avrinningsområdet består mestadels av skog (85 procent) och sankmarker (12 procent). Avrinningsområdet har 0,07 kvadratkilometer vattenytor vilket ger det en sjöprocent på 3,6 procent.